# 406 Erna
Erna (asteroide 406) é um asteroide da cintura principal com um diâmetro de 49,19 quilómetros, a 2,3813619 UA. Possui uma excentricidade de 0,1828359 e um período orbital de 1 817,04 dias (4,98 anos).
Erna tem uma velocidade orbital média de 17,44755865 km/s e uma inclinação de 4,19812º.
Este asteroide foi descoberto em 22 de Agosto de 1895 por Auguste Charlois.